# Józef Jakac
Józef Jakac (ur. 25 listopada 1911 w Pyskowicach, zm. 29 maja 1995) – śląski organista, kompozytor i pedagog działający na Górnym Śląsku w Archidiecezji Katowickiej.

## Życiorys
Urodził się 25 listopada 1911 roku w Pyskowicach w pobliżu Gliwic. W młodości szybko przeprowadził się z rodzicami Augustynem i Marią do Bytomia–Łagiewnik. Uczęszczał do szkoły muzycznej, gdzie nauczył się grać na skrzypcach. Następnie w latach 1925–1936 uczęszczał do Instytutu Muzycznego w Krakowie, a w 1937 roku uzyskał patent organisty w Śląskiej Szkole Muzycznej im. Józefa Elsnera w Katowicach pod kierunkiem profesora Stefana Ślązaka.
W latach 1930–1995 był organistą w katedrze Świętych Apostołów Piotra i Pawła w Katowicach. W międzyczasie przejął prowadzenie chóru prokatedralnego „Świętej Cecylii” – prowadził go przez 60 lat współpracując z orkiestrami, a także z innymi zespołami m.in. solistami z Opery Śląskiej i muzykami Filharmonii Śląskiej. Od 1952 roku również prowadził michałkowicki chór „Chopin” przez kilka lat. Wykładał wychowanie muzyczne w Gimnazjum św. Jacka oraz Niższym Seminarium Duchownym w Katowicach. W 1963 roku bp Herbert Bednorz mianował go członkiem Komisji do Spraw Muzyki Sakralnej Diecezji Katowickiej. W latach 1964–1991 był wykładowcą Diecezjalnego Kursu Organistowskiego w Diecezjalnym Studium Organistowskim.
Jako kompozytor był współredaktorem Chorału Śląskiego, napisał nowe wersje melodyczne pieśni kościelnych, skomponował liczne utwory chóralne, zharmonizował wiele pieśni mszalnych, adwentowych i kolęd, a także był autorem dwóch mszy. Autor m.in. pieśni Jeśli chcesz szukać patrona do św. Apostołów Piotra i Pawła oraz Wśród trosk i nieszczęść do św. Pawła Apostoła (29 czerwca). Skomponował także utwory wielogłosowe na chór, głos solowy i organy: Tantum ergo ku czci Najświętszego Sakramentu oraz Regina mundi ku czci Matki Bożej. W nowym Śpiewniku znalazły się również nowe kompozycje wersji pieśni mszalnych: Boże, Stwórco nasz, Panie; Przed Twym ołtarzem oraz Przed Twym tronem. W 1975 roku „za wybitne osiągnięcia w służbie Kościołowi oraz krzewienie muzyki sakralnej” został odznaczony przez papieża Pawła VI orderem Pro Ecclesia et Pontifice. Zmarł 29 maja 1995 roku w wieku 84 lat. Pogrzeb odbył się 1 czerwca – obrzędom uczestniczył bp Gerard Bernacki. Został upamiętniony w Panteonie Górnośląskim w Katowicach.

## Życie prywatne
Miał żonę Małgorzatę, z którą doczekał się córki Weroniki. Wraz z żoną mieli adoptowanego syna Henryka.